# Dariusz Żuraw
Dariusz Żuraw est un footballeur évoluant au poste de défenseur, un représentant, ainsi qu'entraîneur polonais, né le 14 novembre 1972 à Wieluń en Pologne. Il est notamment joueur des clubs Zagłębie Lubin et Hanovre 96.

## Carrière de footballeur

### Débuts
Dariusz Żuraw commence sa carrière de footballeur lors de la saison 1989/90 sous les couleurs du LZS Ostrówek.
L'année suivante, en 1991, il rejoint le LZS Rychłocice.
En 1992, il devient joueur du WKS Wieluń, et avant la saison 1996/97 - de la deuxième ligue d'Okocimski KS Brzesko.
De 1998 à 2001, il a représenté le club Zagłębie Lubin. Il y a joué 116 matchs et a marqué 13 buts.

### Hanovre
En 2001, il rejoint le club allemand Hannover 96 participant à la 2e Bundesliga. Il est promu en Bundesliga dès sa première année avec l'équipe.
De la saison saison 2002-2003 à la saison 2007-2008 de Bundesliga, il a disputé 131 matchs, et marqué cinq buts. 
À partir du début de la saison 2007-2008, et en partie à cause de son âge, il n'a fait que des apparitions sporadiques sur le terrain, le plus souvent en fin de match en sortant du banc des remplaçants.
Au total, il a joué 164 matchs et a marqué sept buts pour Hannover,.

### Dernières années
Après la fin de son contrat à Hanovre, le joueur retourne en Ekstraklasa.
En 2008, il a signé un contrat d'un an avec l'Arka Gdynia, où il dispute 30 matches durant la saison 2008-2009 et y marque six buts.
Ensuite, il rejoint le WKS Wieluń, où il avait déjà joué entre 1992 et 1996. Il y joue un seul match durant la saison 2009-2010.
Au total, il a joué 127 matchs sur les terrains de première division, au cours desquels il a marqué 16 buts.
En 2011, à l'âge de 38 ans, il met fin à sa carrière de footballeur. 

## Carrière internationale
Il n'a fait qu'une seule apparition avec l'équipe nationale polonaise de football, le 9 février 2005 lors d'un match amical contre la Biélorussie à Grodzisk Wielkopolski, qui a été perdu (1:3),.

## Carrière d'entraîneur
Dans les années 2010-2012, alors qu'il était encore joueur de l'équipe, il a dirigé le WKS Wieluń (pl).
Lors de la saison 2012-2013, il devient l'entraîneur de l'Odra Opole, avec lequel il est promu en deuxième division la même saison. Il y remporte la Coupe de Pologne au niveau de la voïvodie d'Opole. Il a occupé le poste d'entraîneur d'Odra jusqu'au 19 novembre 2013.
En 2014, il a été l'entraîneur de Miedź Legnica.
Entre 2014 et 2015, il a été l'assistant de Maciej Skorża au Lech Poznań.
Du 4 novembre au 25 novembre 2018, il a été l'entraîneur intérimaire du Lech Poznań. Il a également dirigé la deuxième équipe du club, Lech II Poznań (pl).
Le 31 mars 2019, il devient l'entraîneur principal de Lech Poznań, en remplacement de l'ancien Adam Nawałka qui a été licencié. Lors de la saison 2020-2021, le club se qualifie sous sa direction pour la phase de groupes de la Ligue Europa, devenant ainsi la première équipe polonaise à franchir les quatre étapes des qualifications. Le style de jeu offensif pratiqué par Lech sous la direction de Żuraw est connu sous le nom de Żurawball,. Dariusz Żuraw est par la suite licencié de Lech Poznań,.
Le 16 juillet 2021, il devient l'entraîneur du Zagłębie Lubin. Le 16 décembre de la même année, après une défaite en championnat de 0:4 contre le Legia Varsovie, il est licencié. Au total, il a dirigé le club lors de 21 matches (dont 8 victoires, 2 nuls et 11 défaites).
Le 6 septembre 2022, il remplace Mirosław Smyła (pl) en tant qu'entraîneur du Podbeskidz Bielsko-Biała, en deuxième division du championnat de Pologne de football.
- oct. 2010-août 2012 :  WKS Wielun
- sep. 2012-nov. 2013 :  Odra Opole
- mai-juin 2014 :  Miedź Legnica
- jan. 2017-mai 2018 :  Miedź Legnica
- avr. 2019-avr. 2021 :  Lech Poznań
- juil-déc. 2021 :  Zagłębie Lubin
- sep. 2022-juin 2023 :  Podbeskidzie Bielsko-Biała
- oct. 2023-mai 2024 :  Wisła Płock

## Statistiques
| Saison        | Club                 | Championnat | Championnat | Championnat | Coupe(s) nationale(s) | Coupe(s) nationale(s) | Total  | Total |
| Saison        | Club                 | Division    | Matchs      | Buts        | Matchs                | Buts                  | Matchs | Buts  |
| ------------- | -------------------- | ----------- | ----------- | ----------- | --------------------- | --------------------- | ------ | ----- |
| 1989/1990     | LZS Ostrówek         |             |             |             |                       |                       |        |       |
| 1990/1991 (j) | LZS Ostrówek         |             |             |             |                       |                       |        |       |
| Sous-Total    |                      |             |             |             |                       |                       |        |       |
| 1990/1991 (w) | LZS Rychłocice       |             |             |             |                       |                       |        |       |
| 1991/1992     | LZS Rychłocice       |             |             |             |                       |                       |        |       |
| Sous-Total    |                      |             |             |             |                       |                       |        |       |
| 1992/1993     | WKS Wieluń           |             |             |             |                       |                       |        |       |
| 1993/1994     | WKS Wieluń           |             |             |             |                       |                       |        |       |
| 1994/1995     | WKS Wieluń           |             |             |             |                       |                       |        |       |
| 1995/1996     | WKS Wieluń           |             |             |             |                       |                       |        |       |
| Sous-Total    |                      |             |             |             |                       |                       |        |       |
| 1996/1997     | Okocimski KS Brzesko |             |             |             |                       |                       |        |       |
| 1997/1998     | Okocimski KS Brzesko |             |             |             |                       |                       |        |       |
| Sous-Total    | Sous-Total           |             |             |             |                       |                       | 42     | 2     |
| 1997/1998 (w) | Zagłębie Lubin       |             | 14          | 0           | 0                     | 0                     | 14     | 0     |
| 1998/1999     | Zagłębie Lubin       |             | 29          | 1           | 0                     | 0                     | 29     | 1     |
| 1999/2000     | Zagłębie Lubin       |             | 28          | 5           | 3                     | 0                     | 31     | 5     |
| 2000/2001     | Zagłębie Lubin       |             | 29          | 4           | 13                    | 3                     | 42     | 7     |
| Sous-Total    | Sous-Total           |             | 100         | 10          | 16                    | 3                     | 116    | 13    |
| 2001/2002     | Hannover 96          |             | 16          | 2           | 2                     | 0                     | 18     | 2     |
| 2002/2003     | Hannover 96          |             | 14          | 2           | 2                     | 0                     | 16     | 2     |
| 2003/2004     | Hannover 96          |             | 25          | 1           | 2                     | 0                     | 27     | 1     |
| 2004/2005     | Hannover 96          |             | 33          | 1           | 4                     | 0                     | 37     | 1     |
| 2005/2006     | Hannover 96          |             | 30          | 1           | 3                     | 0                     | 33     | 1     |
| 2006/2007     | Hannover 96          |             | 24          | 0           | 3                     | 0                     | 27     | 0     |
| 2007/2008     | Hannover 96          |             | 5           | 0           | 1                     | 0                     | 6      | 0     |
| Sous-Total    | Sous-Total           |             | 147         | 7           | 17                    | 0                     | 164    | 5     |
| 2008/2009     | Arka Gdynia          |             | 30          | 6           | 2                     | 0                     | 32     | 6     |
| Sous-Total    | Sous-Total           |             | 30          | 6           | 2                     | 0                     | 32     | 6     |
| 2009/2010     | WKS Wieluń           |             | 1           | 0           | 0                     | 0                     | 1      | 0     |
| Sous-Total    | Sous-Total           |             | 1           | 0           | 0                     | 0                     | 1      | 0     |